# Clément Marot

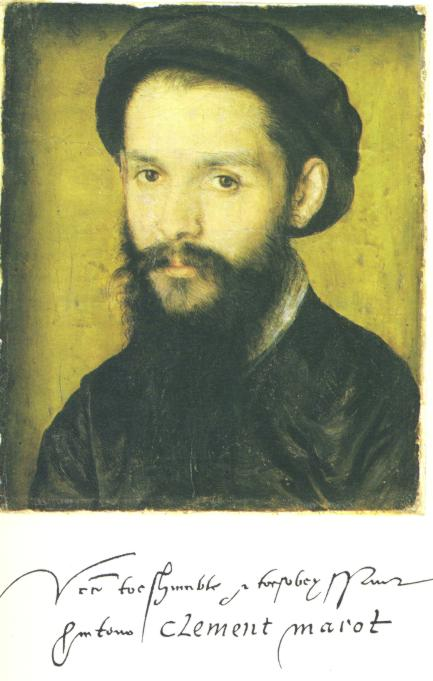
Clément Marot

Clément Marot (Cahors, 23 november 1496 - Turijn, 12 september 1544) was een Franse hofdichter, die vooral bekend is vanwege zijn elegante wereldse poëzie (élégant badinage): chansons, brieven, puntdichten en psalmberijmingen.

## Biografie
Als zoon van de hofdichter Jean Marot, werd Clément in 1518 reeds opgenomen in het hof van Margaretha van Navarra, zus van Frans I, koning van Frankrijk. Dit hof was een centrum van hervormingsgezindheid en cultuur. Margaretha correspondeerde met de grootste geesten van haar tijd en was zelf een voornaam dichteres. In haar miroir de l'âme epècheresse van 1532 verschijnt ook Marots eerste psalmberijming (psalm 6). In 1527 werd Marot valet de chambre du roi (hofdichter) en nam zijn bekendheid toe. Heel Parijs leerde hem kennen dankzij zijn gelegenheidsgedichten, chansons en brieven.
In 1534 moest hij vluchten vanwege de Affaire des Placards: felle plakkaten tegen de ‘paapse mis’ hingen overal in Parijs en iedereen die verdacht werd van sympathieën voor het ‘lutheranisme’, zoals men dat toen noemde, liep gevaar. Na een verblijf in Navarra (bij Margaretha van Navarra) en in Ferrara kon hij terugkeren naar Frankrijk, omdat hij publiekelijk zijn trouw aan de rooms-Katholieke Kerk bevestigde. Hij werd in zijn functie hersteld en werd de grootste dichter van zijn tijd genoemd.
Bij een volgende golf van vervolgingen week hij in 1542 opnieuw uit, deze keer naar Genève. Hij werkte daar verder aan zijn psalmberijming, verliet de stad in 1543 en stierf op 47-jarige leeftijd in ballingschap te Turijn.

## Werken
Naast enkele gelegenheidsgedichten die in druk verschenen kwamen de meeste van zijn gedichten via afschriften in omloop. De teksten van zijn chansons verschenen zelfs eerder in muziek-uitgaven van zijn collega-componisten (Claudin De Sermisy, Clément Janequin) dan als gedicht. Juist om de chaos die hierdoor ontstond wat te controleren publiceert Marot in 1532 een verzamelbundel die hij de veelzeggende naam gaf van "de jeugd van Clément" oftewel L’Adolescence Clémentine.

### L'adolescence Clémentine
Marot verzamelde zelf zijn ‘jeugdwerken’ in de bundel L’Adolescence Clémentine (1532, voorwoord 1530). Hierin zijn nog veel oude kunstvormen te vinden: balladen, rondo’s, maar ook kondigen zich nieuwe vormen aan, zoals het chanson (nieuw als kunst-vorm) en de eerste psalmberijmingen. Ook het teruggrijpen op antieke voorbeelden (Vergilius, Horatius, Ovidius) - de bundel begint zelfs met le temple de cupido (1515) - verraadt de humanistische invloed. Zeer bedreven was Marot ook in het genre ‘brief’.
Beroemd zijn onder andere:
- Épistre au roy pour le délivrer de prison (1527),
- Épistre au roy pour avoir été dérobé (1532)
- Épistre au roy, du temps de son exil à Ferrare (1535), waarin hij smeekt om te mogen terugkeren uit ballingschap.
- La Suite de l'Adolescence Clémentine die enkele jaren later verschijnt bundelt nog meer poëzie uit zijn eerste periode (tot 1534). Daarna wordt dit werk - steeds dikker - telkens opnieuw herdrukt tot Marot in 1538 zelf nogmaals deze uitgaven bundelde samen met een reeks vertalingen van de metamorfosen van Ovidius in zijn Oeuvres de Clément Marot.

### Epigrammen, étrennes, blasons
Marot kan beschouwd worden als de dichter die de Middeleeuwen afsluit (Rhétoriqueurs, vernederlandst tot "Rederijkers") en de nieuwe tijd inluidt: de Franse Renaissance. Het eerste sonnet in de Franse taal is trouwens van zijn hand. De puntdichten (epigrammen) - in navolging van Martialis - lijken de kunstvorm die hem op het lijf gesneden is. Hiervan verschijnen uiteindelijk vier boeken. Ook weet hij de oude dichtvorm van het blazoen nieuw leven in te blazen door er een lofdicht van te maken waarin een (klein) lichaamsdeel op het allercharmantst wordt beschreven en gehuldigd. Zijn blason du beau tétin vond wereldwijd navolging en leidde zelfs tot dichtwedstrijden. Ook moeten hier nog zijn estrennes genoemd worden. Dit zijn (letterlijk: nieuwjaarscadeautjes) gedichten bestemd voor een persoon van 5 regels met een heel bijzondere regellengte (lang, kort, lang, lang, kort) die later Ronsard zo beroemd heeft gemaakt. De combinatie van vlotte pen en scherpe geest maakten hem niet alleen geliefd, maar bij tijden ook gevreesd. Als satyricus gaat hij te keer tegen een zekere Sagon in l'Épître de Fripelipes (1537). Ook zijn aanklacht tegen de politie en justitie in l'Enfer uit 1527 (nog herdrukt toen hij in ballingschap te Genève verbleef in 1542) is fel van toon.

### Psalmen in de Franse taal
Zijn psalmberijmingen zijn eigentijdse gedichten waarin de tekst van de Hebreeuwse psalmen in de vorm van een 16de-eeuws Frans strofisch gedicht wordt weergegeven. Dit deed Marot après la vérité Hébraicque, dat wil zeggen vanuit de grondtaal (zij het via vertalingen). Dit op zich puur humanistische idee (ad fontes, terug naar de bronnen) toegepast op de poëzie van het psalter werd een ongedachte hit in evangelische kringen. De berijmingen, die eerst voor privé-gebruik (aan het hof) waren gemaakt, begonnen te circuleren in hervormingsgezinde kringen. In 1539 verzamelde Johannes Calvijn er een tiental en samen met enkele eigen teksten voorzag hij die van melodieën. Deze publicatie (Aulcuns Psaulmes, Straatsburg 1539) was het begin van de gewoonte om berijmde psalmen te zingen in de hervormde liturgie. In 1541 verscheen een eerste bundeling van de hand van Marot zelf (Trente Pseaulmes) en in 1543 de definitieve collectie: Cinquante Pseaumes (Genève). In Genève, Lausanne en Lyon werden deze teksten ijverig van melodieën voorzien, gezongen door het kerkvolk en tot polyfone muziek bewerkt door elke zichzelf respecterende componist van de 16de eeuw. Hoewel omstreden, vormen de Cinquante Psaumes (49 psalmberijmingen en één lofzang (Simeon) de basis van het Hugenotenpsalter.

## Waardering
Door de nieuwe generatie Franse dichters die rond het midden van de 16de eeuw opkomt (de jonge wolven van de Pléiade, Ronsard, De Baïf etc.) wordt Marot als ouderwetse oppervlakkige rederijker afgedaan. Deze kritiek heeft hem eeuwenlang een slechte naam bezorgd. Pas sinds het einde van de 20e eeuw is een herwaardering tot stand gekomen voor deze 'Prince des poètes français'.

## Weetje
- Hij citeerde een tot dan toe onbekende dichteres uit Lyon, Jeanne Gaillarde (16e eeuw).
- Zijn gedicht A une Damayselle malade (1537) inspireerde Douglas Hofstadter tot het boek Le Ton beau de Marot (1997).